# Унгурень (Бутіману, Димбовіца)
Унгурень, Унгурені (рум. Ungureni) — село у повіті Димбовіца в Румунії. Входить до складу комуни Бутіману.
Село розташоване на відстані 30 км на північний захід від Бухареста, 45 км на південний схід від Тирговіште, 111 км на південь від Брашова.

## Населення
За даними перепису населення 2002 року у селі проживали 288 осіб, усі — румуни. Усі жителі села рідною мовою назвали румунську.